# Adrian Stroe
Adrian Stroe (n. 24 octombrie 1959, București, România) este un criminal în serie român prins în anul 1999. 
Acesta a ucis trei femei începând cu data de 16 martie 1992, când a fost găsită o fată în lacul Pantelimon. Criminalul le cerea tinerelor favoruri sexuale, acestea refuzau, după care Adrian Stroe le ucidea cu sânge rece. Toate au murit sufocate de către acesta. Presa de atunci l-a poreclit taximetristul.
El este unul dintre cei mai cruzi criminali în serie români, dar cazul său nu a fost foarte mediatizat. Anchetatorii aveau prea multe dovezi, așa că Adrian Stroe a recunoscut că a ucis 3 tinere, dar numărul poate fi mai mare.

## Crimele
Prima femeie a fost găsită în lacul Pantelimon din județul  Ilfov pe data de 16 martie 1992.Femeia era dezbrăcată, în stare de putrefacție, a fost sugrumată cu mâinile. În aprilie 1992 s-a descoperit identitatea femeii. Pe 23 martie 1992 altă victimă a fost scoasă la mal, apoi în septembrie 1992 a fost găsită moartă într-un șanț a treia victimă  Mariana Baltac, care avea o legătură cu Adrian Stroe.